# Grindhult
Grindhult är en bebyggelse sydost om sjön Grind i Bäve socken i Uddevalla kommun. Mellan 2015 och 2020 avgränsade SCB här en småort.